# Brachyptera
Genre
Brachyptera, les brachyptères, est un genre d'insectes de l'ordre des plécoptères, de la famille des Taeniopterygidae.

## Liste d'espèces
Selon BioLib (27 janvier 2022) :
- Brachyptera algirica Aubert, 1956
- Brachyptera ankara Kazanci, 2000
- Brachyptera arcuata (Klapálek, 1902)
- Brachyptera auberti Consiglio, 1957
- Brachyptera beali (Navás, 1923)
- Brachyptera berkii Kazanci, 2001
- Brachyptera braueri (Klapálek, 1900)
- Brachyptera brevipennis Zhiltzova, 1964
- Brachyptera bulgarica Raušer, 1962
- Brachyptera calabrica Aubert, 1953
- Brachyptera demirsoyi Kazanci, 1983
- Brachyptera dinarica Aubert, 1964
- Brachyptera galeata Koponen, 1949
- Brachyptera graeca Berthélemy, 1971
- Brachyptera helenica Aubert, 1956
- Brachyptera kontschani Murányi, 2011
- Brachyptera macedonica Ikonomov, 1983
- Brachyptera monilicornis (Pictet, 1841)
- Brachyptera phthilotica Berthélemy, 1971
- Brachyptera putata (Newman, 1838)
- Brachyptera risi (Morton, 1836)
- Brachyptera seticornis (Klapálek, 1902)
- Brachyptera sislii Kazanci, 1983
- Brachyptera starmachi Sowa, 1966
- Brachyptera thracica Raušer, 1965
- Brachyptera transcaucasica Zhiltzova, 1956
- Brachyptera trifasciata (Pictet, 1832)
- Brachyptera tristis (Klapálek, 1901)
- Brachyptera vera Berthélemy & González del Tánago, 1983
- Brachyptera zwicki Braasch & Joost, 1971

## Espèces européennes
Selon Fauna Europaea (27 janvier 2022) :
- Brachyptera dinarica
- Brachyptera graeca
- Brachyptera helenica
- Brachyptera macedonica
- Brachyptera monilicornis
- Brachyptera phthilotica
- Brachyptera putata
- Brachyptera risi
- Brachyptera seticornis
- Brachyptera starmachi
- Brachyptera thracica
- Brachyptera transcaucasica
- Brachyptera trifasciata
- Brachyptera tristis
- Brachyptera vera
- Brachyptera zwicki